# Столяров Андрій Михайлович
Андрій Михайлович Столяров (нар. 20 жовтня 1950, Ленінград) — радянський та російський письменник-фантаст з Санкт-Петербурга.

## Біографія
Закінчив фізико-математичну школу № 239, потім — біолого-ґрунтознавчий факультет ЛДУ. За фахом —  ембріолог. Кілька років працював в науково-дослідних інститутах Санкт-Петербурга. Займався Тератогенезом (вивчення потворного розвитку тварин і людини), експериментальною біологією і медициною. Має ряд наукових робіт.
Художню прозу пише з 1980 р. Друкується з 1984 року. Автор 17 книг. Лауреат багатьох літературних премій. Видавався в Болгарії, Угорщині, Польщі, Чехії, Естонії, Японії. Загальний тираж книг — близько 500 000 примірників. Член Спілки російських письменників, член Російського ПЕН-центру.
У літературі починав як фантаст. У даний час пише в жанрі «магічного реалізму», іноді позначаючи його як містичний реалізм. Намагається продовжувати традиції «петербурзької прози», закладені Гоголем і Достоєвським. Багато творів автора звернені до магії і філософії Петербурга.
Один із засновників (разом з Андрієм Лазарчуком і Віктором Пєлєвіним) «Турбореалізма» — літературного напряму, що стоїть на межі реалізму і фантастики. Статті про Турбореалізм виходили в США і Японії.
Автор багатьох статей з аналітики сучасності, надрукованих в журналах « Прапор», «Дзвін», «Нева», «жовтень», «Новий світ», «Росія XXI» та інших. Автор книги з філософської аналітики «Звільнений Едем» (2008). Лауреат Всеросійського інтелектуального конкурсу «Ідея для Росії», експерт Міжнародної асоціації «Російська культура», керівник Петербурзького інтелектуального об'єднання «Невський клуб».

## Літературні премії
- Премія «Велике Кільце» (1988)
- Премія «Велике Кільце» (1989)
- Премія імені Олександра Бєляєва (1990)
- Премія «Старт» (1990)
- Премія «Бронзовий равлик» (1993)
- Премія «Мандрівник» (1994 — двічі)
- Премія «Мандрівник» (1995)
- Премія Російського ПЕН-центру (2001)
- Премія «Місячний меч» (2001)
- Премія «Мандрівник» (2005)
- Премія ім. Гоголя (2008)
- Премія «Мандрівник Гран-прі» (2012)